# Zanthoxylum pancheri
Zanthoxylum pancheri är en vinruteväxtart som beskrevs av Peter Shaw Green. Zanthoxylum pancheri ingår i släktet Zanthoxylum och familjen vinruteväxter. Inga underarter finns listade i Catalogue of Life.